# Ammoniumhexafluorfosfaat
Ammoniumhexafluorfosfaat (NH4PF6) is het ammoniumzout van hexafluorfosforzuur. De stof komt voor als een corrosief en hygroscopisch wit kristallijn poeder, dat goed oplosbaar is in water.

## Synthese
Ammoniumhexafluorfosfaat wordt gesynthetiseerd door reactie van fosforpentachloride, ammoniumchloride en waterstoffluoride:
{\displaystyle {\ce {PCl5 + NH4Cl + 6HF -> NH4PF6 + 6HCl}}}